# Pawnee Rock (Kansas)
Pawnee Rock es una ciudad ubicada en el condado de Barton en el estado estadounidense de Kansas. En el año 2010 tenía una población de 252 habitantes y una densidad poblacional de 360 personas por km².

## Geografía
Pawnee Rock se encuentra ubicada en las coordenadas 38°15′55″N 98°58′57″O / 38.26528, -98.98250 (38.265283, -98.982614).

## Demografía
Según la Oficina del Censo en 2000 los ingresos medios por hogar en la localidad eran de $38,393 y los ingresos medios por familia eran $39,375. Los hombres tenían unos ingresos medios de $25,625 frente a los $19,821 para las mujeres. La renta per cápita para la localidad era de $12,651. Alrededor del 9.6% de la población estaban por debajo del umbral de pobreza.